# Hertlehof
Hertlehof ist ein Gemeindeteil des Marktes Pfaffenhausen im oberschwäbischen Landkreis Unterallgäu, Bayern.

## Geographie
Die Einöde Hertlehof liegt etwa zwei Kilometer südlich von Pfaffenhausen in einer Sackgasse westlich von Heinzenhof und ist über eine Gemeindestraße über Heinzenhof mit dem Hauptort verbunden.

## Geschichte
Hertlehof gehörte bereits bei der Gründung zu Heinzenhof. Erstmals erwähnt wurde der Ort 1809/1810. Der Name rührt von Egelhofer Herdtlein her. Herdtlein kommt von Hardt, einem kleinen Wald.

## Sehenswürdigkeiten
Die Einöde Hertlehof wurde 1923 komplett umgebaut. Dabei blieb an der Südseite ein Mauerstück mit einem Fresko von 1796 erhalten. Dieses stellt den Transport eines großen Stammes einer Eiche dar. Bei diesem starben damals zwei Jungen. Ein langer Spruch ist darunter zu sehen. Es ist bezeichnet mit MDCCLXXXXVI / renov. 1887,1956.